# 카와이 후미토
카와이 후미토(일본어: 河合 郁人, 1987년 10월 20일 ~ )는 가수, 배우이며, 남성 아이돌 그룹 A.B.C-Z의 멤버이다.
도쿄도 출신. STARTO ENTERTAINMENT 소속.

## 약력
- 1999년 5월 9일, 쟈니즈 사무소에 입소.
- 2000년경, 쟈니즈 Jr.내 유닛 A.B.C.의 멤버로 선택되었다.
- 2008년 8월 29일, A.B.C-Z의 멤버로 선택되었다.
- 2011년 7월 23일, 뮤지컬 《PLAYZONE'11 SONG & DANC'N》에 출연중, 스테이지로부터 뛰어 내렸을 때에 왼발을 골절. 도쿄 공연에의 출연은 다음날부터 취소가 되었다[1][2].
- 2012년 2월 1일, A.B.C-Z의 멤버로서 DVD 데뷔.

## 인물
- 《Myojo》 2009년 3월호의 기획에서, 독자의 투표에 의해 쟈니즈 Jr.에서 제일 재미있는 사람 제1위가 되었다.

## 출연

### 드라마
- 무서운 일요일~2000~ 깡통차기 (2000년 11월 19일, 닛폰 TV)
- 네즈미, 에도를 달리는 제4화 (2014년 1월 30일, NHK 종합) - 후미스케 역

### 음악 프로그램
- 더 소년구락부 (2014년 4월 ~ , NHK BS 프리미엄) - 사회

### CM
- 칸포 생명보험 〈양로 보험 신 프리 플랜〉 (2011년 ~ )